# 韋爾布卡 (捷爾諾波爾州)
48°59′15″N 25°8′53″E / 48.98750°N 25.14806°E

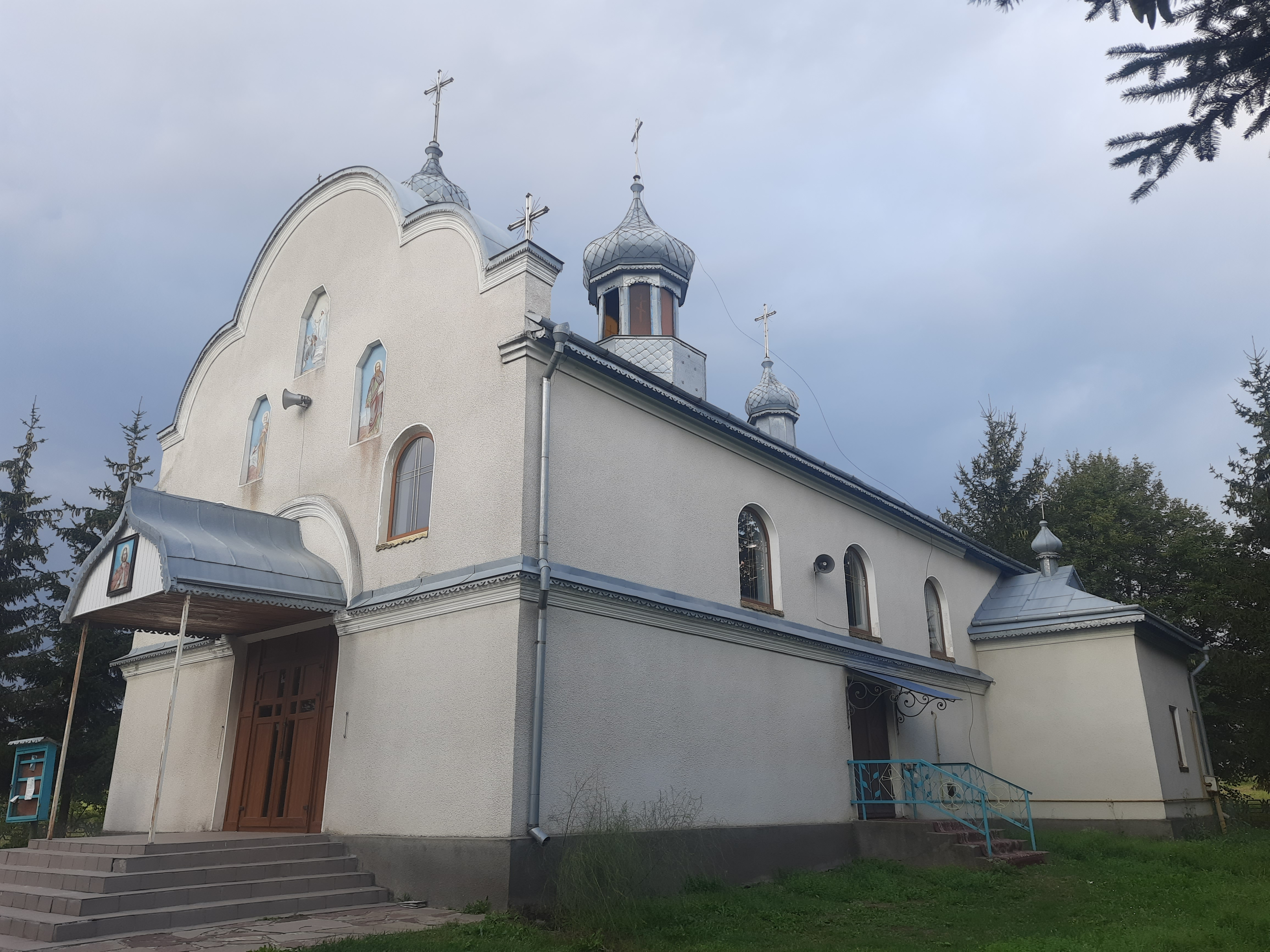
教堂

韦爾布卡（烏克蘭語：Вербка）是烏克蘭的村落，位於該國西部捷爾諾波爾州，由喬爾特基夫區科罗佩茨市镇負責管轄，始建於1864年，面積2.55平方公里，2001年人口467，人口密度每平方公里183.5人。